# Paul Plimley
Paul (Horace) Plimley (Vancouver, 16 de marzo de 1953 - 18 de mayo de 2022) fue un pianista y vibrafonista canadiense de free jazz y jazz contemporáneo. Fue cofundador de la "New Orchestra Workshop Society" y colaborador frecuente del bajista Lisle Ellis. Realiza también trabajo en el campo de la música clásica contemporánea, y es uno de los principales re-intérpretes de la música de Ornette Coleman, curiosamente con el piano, un instrumento apenas usado por Coleman en su obra.

## Biografía
Estudió piano clásico con Kum-Sing Lee, en la Universidad de la Columbia Británica (1971–1973). Entre 1978-1979 estudió con el vibrafonista Karl Berger y con Cecil Taylor, en el Creative Music Studio de Woodstock. Previamente, en 1977, había contibuido a fundar la New Orchestra Workshop, estando muy activo en el trabajo con los grupos asociados a ella durante los siguientes años. 
Su trabajo con Lisle Ellis es extenso, en incluye el CD en dúo, Both Sides of the Same Mirror (Nine Winds, 1989); otras grabaciones destacadas son When Silence Pulls, con Andrew Cyrille (Music & Arts, 1990); Noir, con Bruce Freedman y Gregg Bendian (Victo, 1992); Density of the Lovestruck Demons con Donald Robinson (Music & Arts, 1994); y Safecrackers con Scott Amendola (Victo, 1999). Más destacados, fueron sus dos discos para el sello Hat Art: la colección de interpretaciones de Ornette Coleman, Kaleidoscopes (1992), y (con Joe McPhee como líder), unas revisión del clásico de Max Roach, Freedom Now Suite, titulado Sweet Freedom, Now What? (1994).